# Lentille épaisse

Position des plans principaux dans les différentes configurations possibles

Une lentille épaisse est une lentille dont l'épaisseur n'est pas négligeable devant les rayons de courbure de ses faces, c'est-à-dire qu'on ne peut pas la considérer comme une lentille mince. La prise en compte de l'épaisseur dans les calculs nécessite d'utiliser les systèmes centrés. Les foyers objet et image sont notamment définis à partir des plans principaux.

## Formules pour les lentilles sphériques épaisses
Dans les conditions de Gauss, une lentille épaisse sphérique peut être modélisée par un système centré de points principaux objet {\displaystyle H} et image {\displaystyle H'}. Compte tenu du fait que la lentille est plongée dans un seul et même milieu, les points nodaux objet {\displaystyle N} et image {\displaystyle N'} sont confondus avec les points principaux respectivement {\displaystyle H} et {\displaystyle H'}.

### Notations
- {\displaystyle n} : indice de réfraction de la lentille.
- {\displaystyle n_{0}} : indice de réfraction du milieu environnant la lentille.
- {\displaystyle e={\overline {S_{1}S_{2}}}} : épaisseur de la lentille (m).
- {\displaystyle R_{1}={\overline {S_{1}C_{1}}}} : rayon de courbure de la première face (m) ; {\displaystyle R_{2}={\overline {S_{2}C_{2}}}} : rayon de courbure de la seconde face (m).
- {\displaystyle p={\overline {HA}}} : position de l'objet (m) ; {\displaystyle p'={\overline {H'A'}}} : position de l'image (m).
- {\displaystyle f={\overline {HF}}} : distance focale objet (m) ; {\displaystyle f'={\overline {H'F'}}} : distance focale image (m).
- {\displaystyle V} : vergence (δ).

### Position du centre optique

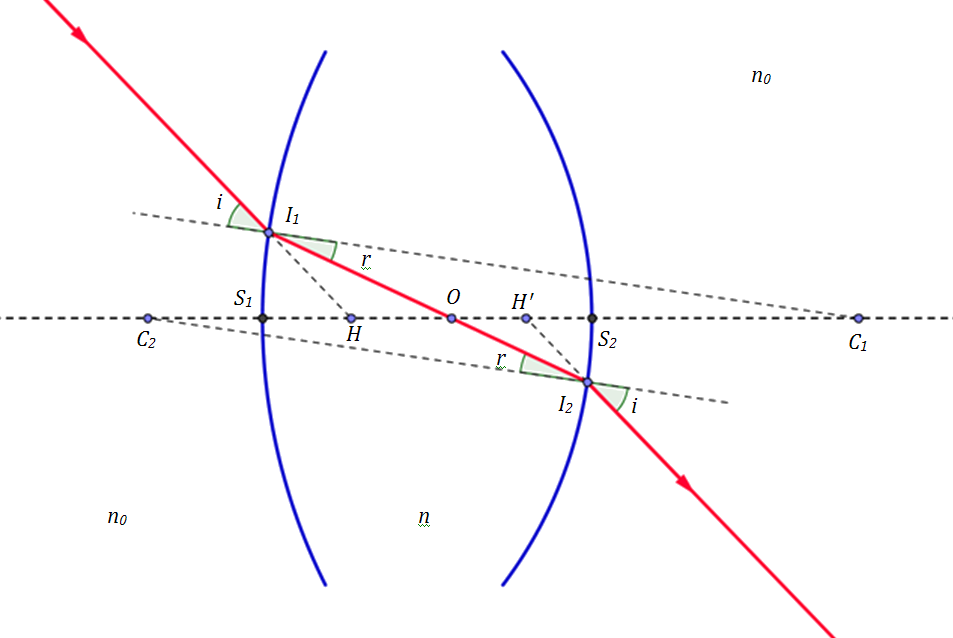
Tracé faisant apparaître le centre optique O

Un rayon incident dans une direction donnée qui passe le centre optique {\displaystyle O} ressort de la lentille dans la même direction.

### Position des points principaux

Rayons et points particuliers

{\displaystyle S_{1}} et {\displaystyle S_{2}} étant les sommets des faces d'entrée et de sortie de la lentille, la position des points principaux {\displaystyle H} et {\displaystyle H'} sont définies par :

### Distances focales et vergence
La vergence de la lentille s'exprime :
Les distances focales objet et image sont égales en valeur absolue : {\displaystyle f'=-f}.

### Relation de conjugaison
La relation de conjugaison qui relie la position de l'objet {\displaystyle A} sur l'axe optique principal et celle de son image {\displaystyle A'} est la même que celle du système centré :
Les positions {\displaystyle p} et {\displaystyle p'} sont définies par rapport aux points principaux, et non par rapport au centre optique comme cela devient le cas dans la simplification effectuée pour les lentilles minces.